# (1770) Schlesinger
(1770) Schlesinger és un asteroide que forma part del cinturó d'asteroides i va ser descobert per Arnold A. Klemola i Carlos Ulrrico Cesco el 10 de maig de 1967 des de l'Observatori El Leoncito, Argentina.
Schlesinger es va designar inicialment com 1967 JR.
Més endavant va ser anomenat en honor de l'astrònom nord-americà Frank Schlesinger (1871-1943).
Schlesinger orbita a una distància mitjana del Sol de 2,458 ua, i pot acostar-s'hi fins a 2,31 ua i allunyar-se'n fins a 2,605 ua. La seva excentricitat és 0,05985 i la inclinació orbital 5,293°. Empra a completar una òrbita al voltant del Sol 1407 dies.